# Eberhard Aurich

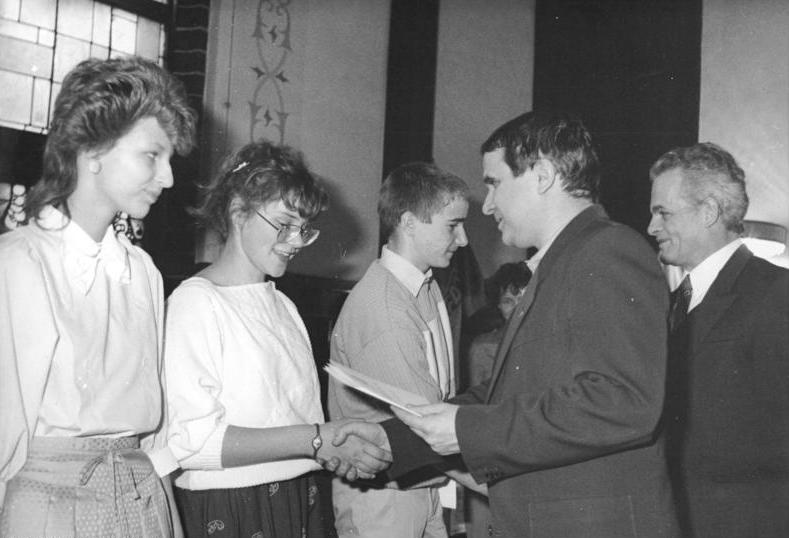
Eberhard Aurich (2.v.r.) bei einer Jugendweihe 1986 in Berlin

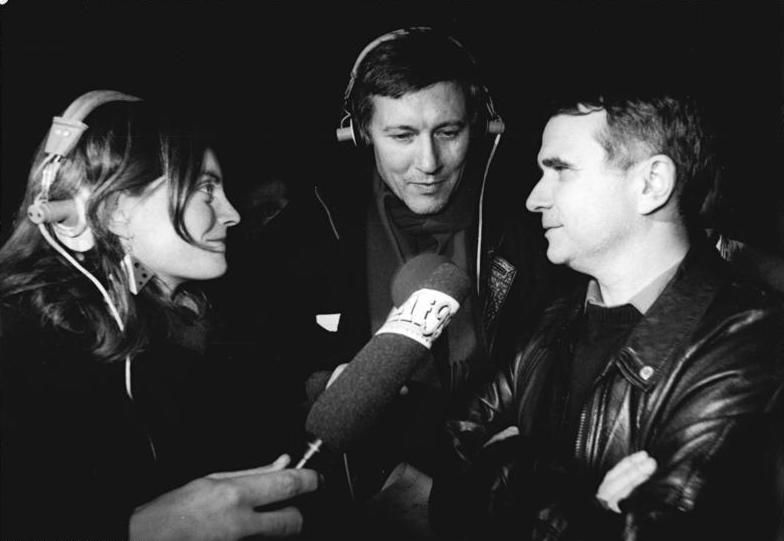
Eberhard Aurich 1989 im Interview mit Reportern von Elf 99

Eberhard Aurich (* 10. Dezember 1946 in Chemnitz) ist ein ehemaliger deutscher SED-Funktionär. Er war der vorletzte Erste Sekretär des Zentralrates der FDJ in der DDR.

## Leben
Eberhard Aurich war als Kind in der Pionierorganisation Ernst Thälmann aktiv und wurde 1960 Mitglied der FDJ. Nach dem Besuch der EOS Karl Marx in Karl-Marx-Stadt und einer gleichzeitiger Berufsausbildung als Betonfacharbeiter studierte er von 1965 bis 1969 an der Pädagogischen Hochschule Zwickau mit Abschluss als Diplomlehrer für Deutsch und Staatsbürgerkunde. Mit 21 Jahren wurde er 1967 Mitglied der SED.
Von 1969 an war er hauptamtlicher Mitarbeiter der FDJ, zunächst bei der Bezirksleitung Karl-Marx-Stadt, von 1972 bis 1977 bei der Abteilung Studenten im Zentralrat. Von 1977 bis 1980 war er 1. Sekretär der FDJ-Bezirksleitung Karl-Marx-Stadt. 1979 wurde er Mitglied des Büros des Zentralrates der FDJ. Hier wurde er 1980 zweiter und seit 1983, als Nachfolger von Egon Krenz, Erster Sekretär des Zentralrates der FDJ. Außerdem war Aurich von 1981 bis 1989 Mitglied im Zentralkomitee der SED, bis 1990 Abgeordneter der Volkskammer und von 1986 bis 1990 Mitglied des Staatsrates. 1988 verhinderte er einen Vorabdruck aus der Reportage Der Erste von Landolf Scherzer in der Jungen Welt.
Aurich wurde als Erster FDJ-Sekretär im November 1989 von Frank Türkowsky abgelöst, der dieses Amt bis Ende Januar 1990 bekleidete. 1991 trat Aurich aus der PDS aus.
Von 1990 bis Ende 2011 war Aurich Geschäftsführer der trainmedia GmbH, eines Verlages, der die Zeitschrift Wortspiegel und Bücher für Kinder mit Lese-Rechtschreib-Schwächen herausgibt. 2014 bezeichnete er die DDR in einem Interview mit der Berliner Morgenpost als gleichgeschaltet und stalinistisch organisiert.
Aurich lebt in Berlin und ist in zweiter Ehe verheiratet. Er engagiert sich ehrenamtlich im Allende-Viertel in Berlin für sozialbedürftige und alte Menschen sowie Flüchtlinge.

## Auszeichnungen
Aurich erhielt die Verdienstmedaille der DDR sowie 1981 und 1984 den Vaterländischen Verdienstorden.

## Publikationen
- Zusammenbruch. Erinnerungen, Dokumente, Einsichten. Kopie + Druck Adlershof, Berlin 2019, ISBN 978-3-00-063738-4.

Er schrieb eine (ganz besonders in Kreisen der ehemaligen Anhänger der DDR-Führung) vielbeachtete scharfe Kritik zu Egon Krenz’ Memoirenband Gestaltung und Veränderung (1974 bis 1989), die im nd erschien.